# The Principles of Mathematics
Ne doit pas être confondu avec Principia Mathematica.
The Principles of Mathematics (Les Principes des Mathématiques) est un livre publié par Bertrand Russell en 1903. Il y a présenté son célèbre paradoxe et y a soutenu la thèse que les mathématiques et la logique sont identiques.
Le livre, qui présente une vision des fondements des mathématiques, est devenu une référence classique. Il a rendu compte des recherches de Giuseppe Peano, Mario Pieri, Richard Dedekind, Georg Cantor, et d'autres.
En 1905, Louis Couturat a publié une traduction française partielle, qui a élargi le lectorat du livre. En 1937, Russell a préparé une nouvelle introduction en disant : « l'intérêt porté maintenant au livre est historique et s'explique par le fait qu'il représente une certaine étape du développement de son objet ». D'autres éditions ont été imprimées en 1938, 1951, 1996 et 2009.

## Contenu
Les Principes des Mathématiques consiste en 59 chapitres divisés en sept parties : des nombres indéfinis en mathématiques, le nombre, la quantité, de l'ordre, de l'infini et de la continuité, de l'espace, de la matière et de mouvement.
Dans le premier chapitre, « Définition de Mathématiques Pures », Russell affirme que :

« le fait que l'ensemble des mathématiques est de la logique symbolique est l'une des plus grandes découvertes de notre époque ; et lorsque ce fait est établi, le reste des principes des mathématiques découle de l'analyse de la logique symbolique elle-même (3). »

Il anticipe la théorie physique de la relativité dans la dernière partie, les trois derniers chapitres portant sur les lois de Newton sur le mouvement, les mouvements absolus et relatifs, et la dynamique de Hert. Toutefois, Russell rejette ce qu'il appelle "la théorie relationnelle", et dit à la page 489 :

« Pour nous, puisque l'absolu de l'espace et du temps a été admis, il n'est pas nécessaire de contourner le mouvement absolu et, en fait, pas de possibilité de le faire. »

Dans son analyse, G. H. Hardy, dit que « M. Russell est un ferme partisan de la position absolue dans l'espace et le temps, un point de vue si déconsidéré de nos jours que le Chapitre [58: Absolue et relativité du mouvement] sera lu avec intérêt particulier. »

## Premiers comptes rendus
Des comptes rendus furent rédigés par G. E. Moore et Charles Sanders Peirce, mais celui de Moore n'a jamais été publié et celui de Peirce a été bref et quelque peu dédaigneux. Il a indiqué que le livre lui semblait banal, disant qu'il « peut difficilement être appelé de la littérature » et « quiconque souhaiterait une introduction pratique sur les recherches remarquables sur la logique des mathématiques qui ont été effectuées au cours des soixante dernières années [...]  ferait bien de prendre cet ouvrage »
G. H. Hardy rédigea un compte rendu favorable estimant que l'ouvrage concernait plus les philosophes que les mathématiciens. Mails il dit :

« Malgré ses cinq-cents pages, le livre est trop court. De nombreux chapitres portant sur d'importantes questions sont compressés en cinq ou six pages et dans quelques cas, spécialement pour les parties les plus ouvertement controversées, les arguments sont presque trop condensés pour être suivis. Et le philosophe qui tenterait de lire le livre sera particulièrement consterné par le constant présupposé d'un système philosophique complet absolument opposé à ceux habituellement acceptés. »

En 1904, un autre compte rendu fut publié dans le Bulletin of the American Mathematical Society (11(2):74–93) par Edwin Bidwell Wilson. Il y dit : « La délicatesse de la question est telle que même le plus grand mathématiciens et philosophes de notre époque a effectué ce qui semble être de substantielles erreurs de jugement et a montré à l'occasion une stupéfiante ignorance de l'essence même du problème dont il discutait. C'est trop souvent le résultat d'une impardonnable indifférence pour les travaux déjà accomplis par d'autres ». E. Wilson rapporte les développements de  Peano que Russell effectue et profite de l'occasion pour corriger Henri Poincaré qui les avait attribué à David Hilbert. En laudateur de Russell, Wilson dit que « Sûrement, le présent ouvrage est un monument de patience, persévérance et de rigueur » (page 88).

## Seconde édition
En 1938, le livre fut réédité avec une nouvelle préface de Russell. Celle-ci fut interprétée comme un retour sur le réalisme de la première édition et un virage vers la philosophie nominaliste de la  logique symbolique. James Feibleman, un admirateur de l'ouvrage, pensa que Russell était allé trop loin dans le nominalisme, aussi rédigea-t-il une réfutation à cette introduction. Feibleman dit : « Il s'agit du premier traité compréhensible, en langue anglaise, sur la logique symbolique ; et il donne à ce système logique une interprétation logique »

## Comptes rendus tardifs
En 1959, Bertrand Russell rédigea My Philisophical Development dans lequel il rappelle ce qui l'avait incité à écrire les Principles :

« C'était au congrès international de philosophie, à Paris, dans l'année 1900, que je suis devenu conscient de l'importance de la réforme logique pour la philosophie des mathématiques. [...] J'étais impressionné par le fait que, dans toute discussion, [Peano] montrait plus de précision et de rigueur logique que ce que montrait aucun autre. [...] [Les travaux de Peano] impulsèrent mes propres vues sur les principes des mathématiques. »

Se rappelant l'ouvrage après ses travaux antérieurs, il fournit cette évaluation :
Une telle auto-dépréciation par l'auteur après un demi-siècle de développements philosophiques est compréhensible. En d'autres termes, Jules Vuillemin écrivit en 1968 :

« Les Principes inaugurent la philosophie contemporaine. D'autres travaux gagnèrent et perdirent le titre. tel n'est pas le cas de celui-ci. il est sérieux et sa richesse persévère. »

Lorsque W. V. O. Quine rédigea son autobiographie, il écrivit :

« La notation symbolique de Peano prît d'assaut Russell en 1900 mais ses  Principes constituaient une prose unrelieved. Je fus inspiré par sa profondeur [en 1928] et déconcerté par sa fréquente opacité. D'un côté une approximation causée par la lourdeur du langage ordinaire à comparer à la souplesse de la notation conçue spécialement pour ces thèmes compliqués. Le relisant des années plus tard, j'ai découvert que cette imprécision vient aussi du fait que ces questions étaient peu claires dans l'esprit du Russell des premiers jours. »

Les Principes était une expression précose de la  philosophie analytique et a donc été examiné de près. Peter Hylton écrivit : « L'ouvrage avait un air de nouveauté et d'enthousiame. [...] La caractéristique marquante des Principes est [...] la façon que le travail technique est intégré dans un débat métaphysique. »:168
Ivor Grattan-Guinness réalisation une étude en profondeur des Principes : il publia tout d'abord, en 1977, Dear Russell – Dear Jourdain (1977) qui inclut la correspondance de Philip Jourdain qui donna quelques idées du livre. Suivi en 2000 la publication de The Search for Mathematical Roots 1870 – 1940 qui étudie la situation de l'auteur, la teneur de l'ouvrage et ses lacunes.
En 2006, Philip Ehrlich contesta la validité des analyses de Russell sur tradition infinitésimale de Leibniz.
Une étude récente documente les non-sequiturs de la critique de Russell sur les infinitésimaux de Gottfried Leibniz et Hermann Cohen.